# گرلی (آلاباما)
گرلی (به انگلیسی: Gurley) شهری در شهرستان مدیسون ایالت آلاباما است که مساحت آن ۹٫۱۱ کیلومتر مربع است و در سرشماری سال ۲۰۱۰ میلادی، ۸۰۱ نفر جمعیت داشته و تراکم جمعیتی آن، ۸۷٫۹۳ نفر در هر کیلومتر مربع بوده است.